# Acarajé

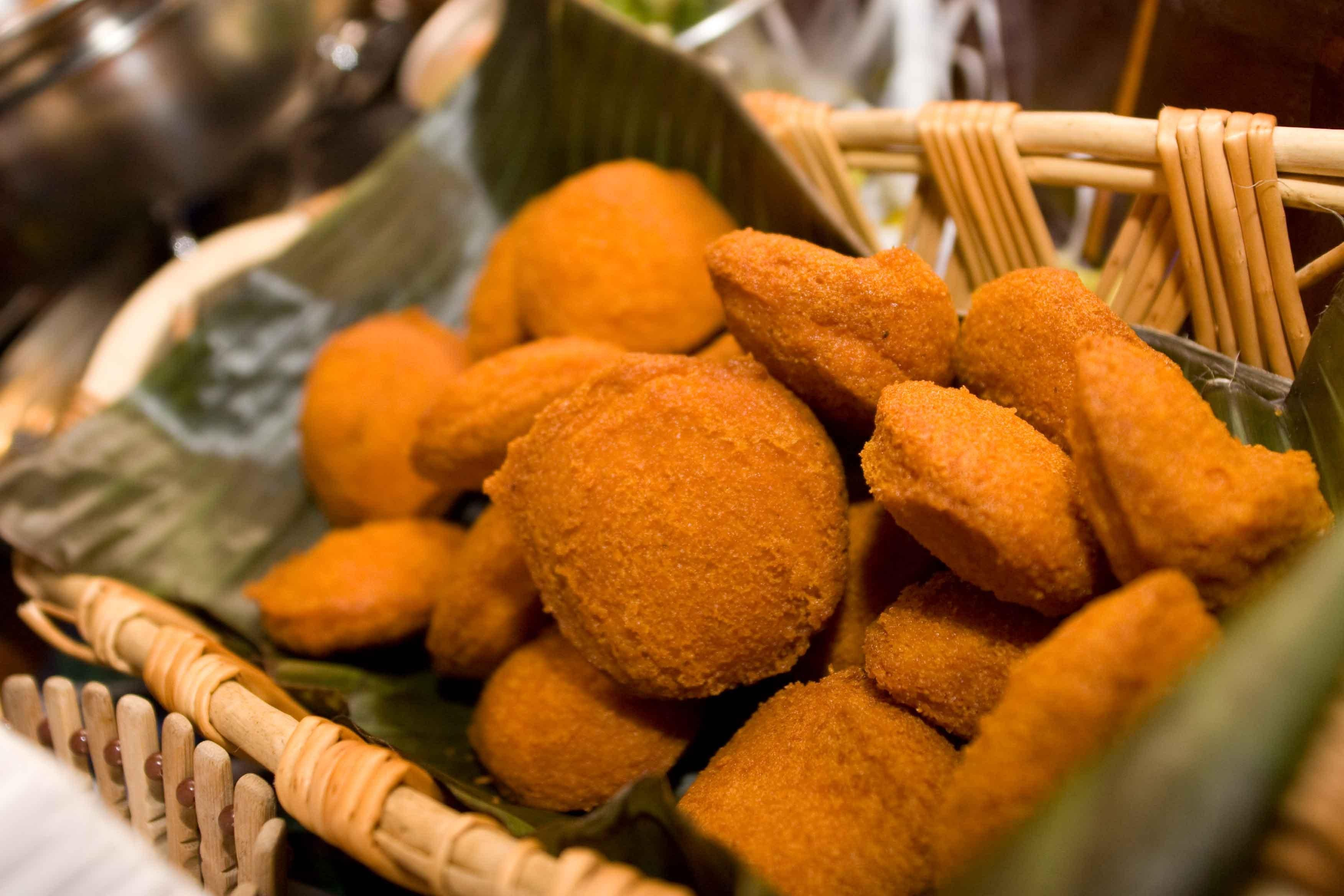
Acarajé

Acarajé is een gerecht gemaakt van gepelde bonen gevormd tot een bal en vervolgens gefrituurd in dendê, een palmolie. Het komt voor in de West-Afrikaanse en Braziliaanse keuken. Het gerecht wordt traditioneel aangetroffen in de noordoostelijke staat Bahia van Brazilië, vooral in de stad Salvador.
Acarajé dient zowel als een offerande aan de goden in de Candomblé-religie en als straatvoedsel. Het gerecht werd meegebracht door als slaven ingevoerde volkeren uit West-Afrika, en behoort daar in verschillende vormen tot de keuken van Nigeria, Ghana, Togo, Benin, Mali, Gambia en Sierra Leone.
Acarajé is gemaakt met gekookte en gepureerde black-eyed erwten gekruid met zout en gesnipperde uien gegoten in de vorm van een grote scone en gefrituurd in palmolie in een wok-achtige pan in het zicht van de klanten. Het wordt geserveerd na doormidden gesneden te zijn en gevuld met vatapá en caruru - pittige pasta's gemaakt van garnalen, gemalen cashewnoten, palmolie en andere ingrediënten. Een vegetarische versie wordt meestal geserveerd met chilipepers en groene tomaten. Acarajé wordt ook op een alternatieve wijze bereid aangeduid als abara, waar de ingrediënten worden gekookt in plaats van gefrituurd.